# Hajle Syllasje I
Hajle Syllasje I (także Hajle Selasje I, Haile Selassie I; geez ኃይለ፡ ሥላሴⓘ, „Potęga Trójcy”; ur. 23 lipca 1892 w Ydżersa Goro, zm. 27 sierpnia 1975 w Addis Abebie) – ostatni cesarz Etiopii (1930–1936 i 1941–1974). Oficjalnie używał imienia „Cesarz Haile Selassie I, Zwycięski Lew Plemienia Judy, Wybraniec Boży”.
Jest także znany jako symbol religijny ruchu Rastafari. Według wyznawców jest mesjaszem.

## Życiorys
Urodził się w 1892 roku koło Hareru jako Teferi Mekonnen. Syn rasa Mekonnena i kuzyn cesarza Menelika II. W 1907 roku został gubernatorem prowincji Sidamo. W 1916 roku został regentem po tym, jak od władzy odsunięto cesarza Lydż Ijasu. Współrządził wraz z cesarzową Zeuditu. W 1923 roku wprowadził kraj do Ligi Narodów. Później rozpoczął działania mające na celu zniesienia niewolnictwa, które zostało zniesione jednak dopiero po włoskiej inwazji w 1935 roku. Problem niewolnictwa w Etiopii został wykorzystany propagandowo przez Włochów z jednej strony, aby ukazać Etiopię jako niecywilizowany kraj, z drugiej, dać jeden z pretekstów do inwazji. 
Złożył wizyty we Francji, Włoszech, Szwecji, Grecji i Wielkiej Brytanii, które przyniosły mu międzynarodowy rozgłos. Zyskał rozgłos wśród czarnoskórych mieszkańców Ameryki Północnej, zwłaszcza Jamajki, gdzie jego postać stała się symbolem ruchu religijnego Rastafari. 
Wstąpił na tron 2 kwietnia 1930 roku w wyniku intryg i krwawego rozprawienia się z konkurentami do tronu, został koronowany 2 listopada 1930 roku w Katedrze św. Jerzego w Addis Abebie. Jego pełny tytuł jako cesarza brzmiał „Cesarz Haile Selassie I, Zwycięski Lew Plemienia Judy, Wybraniec Boży“. W chwili objęcia przez niego władzy kraj był monarchią absolutną niemal całkowicie odizolowaną od świata. Cesarz rozpoczął stopniowe reformowanie kraju. W 1931 roku wprowadził pierwszą w historii kraju konstytucję oraz zwołał parlament. Choć kraj na mocy dokumentu stał się monarchią konstytucyjną, to Hajle Syllasje zachował absolutną władzę. Reformowanie kraju utrudniały rewolty w Ogadenie i na północy kraju. Rządy cesarza przerwała włoska inwazja zakończona okupacją kraju i włączeniem go w skład Włoskiej Afryki Wschodniej. Po wojennej klęsce udał się na emigrację do Wielkiej Brytanii, gdzie przebywał do 1941 roku. W 1935 roku przyznano mu tytuł Człowiek Roku 1935 według tygodnika „Time”.
Po wyzwoleniu kraju w 1941 roku (przez wojska brytyjskie i etiopskich partyzantów) ponownie objął rządy. Wprowadzał dalsze reformy społeczne, gospodarcze i edukacyjne. Dążył do stopniowego unowocześnienia i europeizacji kraju, zachowując przy tym poszanowanie rdzennej kultury i tradycji. Jednocześnie wzmacniał swoją własną pozycję poprzez centralizację i pozbawianie gubernatorów przywilejów i samodzielności. Prowadził aktywną politykę zagraniczną, był przeciwnikiem łączenia się z blokami politycznymi i wojskowymi oraz jednym ze współzałożycieli Organizacji Jedności Afrykańskiej. Brał udział w mediacjach w konflikcie między Marokiem i Algierią oraz interweniował po stronie rządu Nigerii, gdy od tego kraju odłączyła się Biafra. W 1952 roku włączył w skład kraju Erytreę (wcześniej znajdowała się ona pod zarządem brytyjskim) jako republikę autonomiczną. W 1955 roku doprowadził do przyjęcia nowej konstytucji. W 1960 roku przeciwko jego rządom miał miejsce nieudany wojskowy zamach stanu. Od tego czasu narastała opozycja przeciwko jego rządom (szczególnie pośród wykształconych na europejski wzór wojskowych i cywilów). Cesarz obwiniany był o gospodarczy chaos i utrzymywanie feudalnych struktur władzy. Sytuację skomplikowała decyzja cesarza z 1962 roku. Pozbawił wówczas autonomii Erytreę i zaanektował ją, co wywołało walki partyzanckie w regionie i przyczyniło się do narodzenia tendencji separatystycznych w pozostałych miejscach państwa. W 1974 nastąpił duży kryzys polityczny spowodowany skutkami kilkuletniej suszy. Kryzys przyczynił się do wojskowego zamachu stanu w czerwcu tego samego roku. W jego wyniku władzę objął Komitet Koordynacyjny Sił Zbrojnych, tzw. Derg z Amanem Mikaelem Andomem jako przewodniczącym. We wrześniu tego samego roku wojsko zdetronizowało cesarza. Do końca życia przebywał w areszcie domowym w swoim dawnym pałacu.